# Astracantha ghilanica
Astracantha ghilanica är en ärtväxtart som först beskrevs av Fisch., och fick sitt nu gällande namn av Dieter Podlech. Astracantha ghilanica ingår i släktet Astracantha och familjen ärtväxter. Inga underarter finns listade i Catalogue of Life.